# Тундер, Франц
Франц Ту́ндер (нем. Franz Tunder; 1614, Любек — 5 ноября 1667, там же) — немецкий композитор и органист. Был связующим звеном между ранним немецким барокко, черпавшем вдохновение в венецианском стиле, и высоким барокко, нашедшем свою кульминацию в произведениях Баха. Был одним из основоположников формы кантаты.

## Биография
Тундер родился в Любеке (по другим сведениям — в Баннесдорфе или Бурге на острове Фемарн). О его детстве почти ничего не известно. В возрасте 18 лет получил должность придворного органиста у Фридриха III в Готторпе. Согласно Иоганну Маттезону, Тундер ездил во Флоренцию, где брал уроки у Фрескобальди (это утверждение ныне оспаривается).
В 1632-1641 годах Тундер занимал должность придворного органиста в Готторпе. В 1641 был назначен главным органистом церкви Св. Марии в Любеке, сменив в этой должности Питера Хассе, а в 1647 стал ещё старостой и казначеем. Эти должности Тундер занимал до самой смерти. Его преемником был Дитрих Букстехуде (женился в 1668 на дочери Тундера Анне Маргарите).
В 1646 году Тундер заложил традицию Abendmusiken в Любеке — вечерних бесплатных концертов, приуроченных к праздникам церковного года (самым изысканным был рождественский концерт), которая продолжалась до 1810 года.

## Творчество
Тундер, наряду с Генрихом Шейдеманом и Маттиасом Векманом, является представителем Северонемецкой органной школы.
Органные сочинения Тундера свидетельствуют о том, что он предпочитал хоральную фантазию, хотя сохранились и хоральные прелюдии, например Jesus Christus unser Heiland, примечательное своим соло в педали (одно из первых в органных произведениях), — техника, затем, развитая Букстехуде.
Писал также вокальные произведения: мотеты и обработки протестантских хоралов.

## Сочинения (выборка)
для голоса соло и для хора (с инструментами и b.c.)
- 7 мотетов (на латинские тексты)
- 10 обработок протестантских хоралов (на немецкие тексты)

для органа:
- 5 хоральных прелюдий (одна фа мажор и четыре соль минор (одна не оконченная))
- Канцона соль мажор
- Хоральные прелюдии и фантазии:

- Auf meinen lieben Gott
- Christ lag in Todesbanden
- Herr Gott, dich loben wir
- In dich hab ich gehoffet, Herr
- Jesus Christus, unser Heiland
- Jesus Christus, wahr Gottes Sohn
- Komm, Heiliger Geist, Herre Gott
- Was kann uns kommen an für Not (фрагмент)

## Память
В честь композитора назван астероид (7871) Tunder.